# Liste des sites Ramsar en Uruguay
Cet article recense les zones humides d'Uruguay concernées par la convention de Ramsar.

## Statistiques
La convention de Ramsar est entrée en vigueur en Uruguay le 22 septembre 1984.
En janvier 2020, le pays compte 3 sites Ramsar, couvrant une superficie de 4 358,37 km2.

## Liste
| Site                                             | 0                                  | Notes | Date             | Superficie (km²) | Altitude (m) | Identifiant Ramsar | Identifiant WDPA | Coordonnées                        | Photo |
| ------------------------------------------------ | ---------------------------------- | ----- | ---------------- | ---------------- | ------------ | ------------------ | ---------------- | ---------------------------------- | ----- |
| Bañados del Este y Franja Costera                | Rocha, Treinta y Tres, Cerro Largo |       | 22 mai 1984      | 4 074,08         | -5 - 25      | 290                | 68318            | 33° 48′ 00″ sud, 53° 49′ 59″ ouest |       |
| Esteros de Farrapos e Islas del Río Uruguay (es) | Río Negro                          |       | 10 décembre 2004 | 174,96           | 0 - 10       | 1433               | 902394           | 32° 52′ 59″ sud, 58° 04′ 59″ ouest |       |
| Laguna de Rocha (es)                             | Rocha                              |       | 5 juin 2015      | 109,33           | 0 - 10       | 2236               | 555624149        | 34° 37′ 44″ sud, 54° 16′ 52″ ouest |       |